# Ion Roată (Ialomița)
Ion Roată est une commune du județ de Ialomița en Roumanie.